# Luzonia purpurea
Genre
Espèce
Luzonia purpurea est une espèce de plantes à fleurs dicotylédones de la famille des Fabaceae, sous-famille des Faboideae, originaire des Philippines. C'est l'unique espèce acceptée du genre Luzonia (genre monotypique).